# Glenea scapifera
Glenea scapifera là một loài bọ cánh cứng trong họ Cerambycidae.